# Рокфор (Жер)
Рокфо́р (фр. Roquefort) — коммуна во Франции, находится в регионе Юг — Пиренеи. Департамент — Жер. Входит в состав кантона Жегён. Округ коммуны — Ош.
Код INSEE коммуны — 32347.

## География

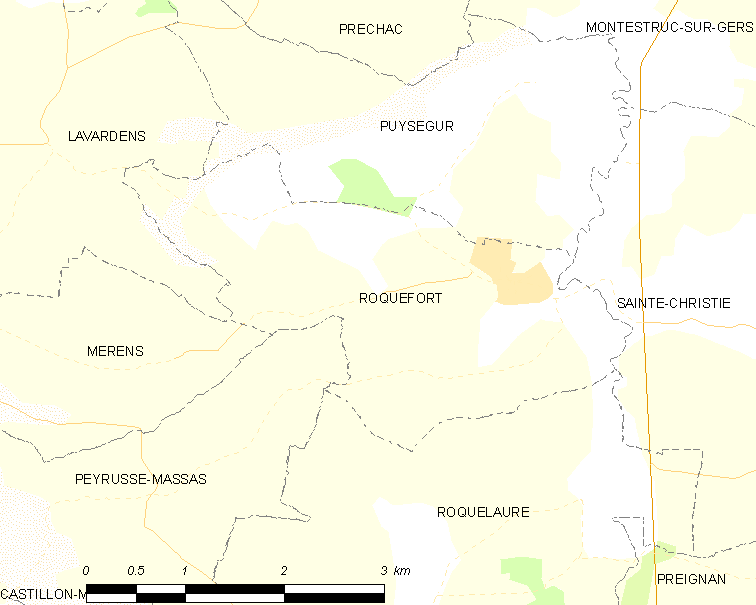
Карта коммуны

Коммуна расположена приблизительно в 590 км к югу от Парижа, в 70 км западнее Тулузы, в 13 км к северу от Оша.
На востоке коммуны протекает река Жер.

## Климат
Климат умеренно-океанический. Лето жаркое и немного дождливое, температура часто превышает 35 °С. Зимой часто бывает отрицательная температура и ночные заморозки. Годовое количество осадков — 700—900 мм.

## Население
Население коммуны на 2010 год составляло 274 человек.
| 1962 | 1968 | 1975 | 1982 | 1990 | 1999 | 2010 |
| ---- | ---- | ---- | ---- | ---- | ---- | ---- |
| 163  | 140  | 102  | 175  | 222  | 231  | 274  |

## Администрация
| Период | Период | Фамилия       | Партия | Примечания |
| ------ | ------ | ------------- | ------ | ---------- |
| 2001   | 2020   | Даниэль Менон |        |            |

## Экономика
В 2010 году среди 181 человека трудоспособного возраста (15-64 лет) 144 были экономически активными, 37 — неактивными (показатель активности — 79,6 %, в 1999 году было 72,4 %). Из 144 активных жителей работали 132 человека (63 мужчины и 69 женщин), безработных было 12 (4 мужчины и 8 женщин). Среди 37 неактивных 11 человек были учениками или студентами, 16 — пенсионерами, 10 были неактивными по другим причинам.